# Terfens
Terfens ist eine Gemeinde mit 2329 Einwohnern (Stand 1. Jänner 2024) im Bezirk Schwaz (an der Grenze zum Bezirk Innsbruck-Land) in Tirol (Österreich). Die Gemeinde liegt im Gerichtsbezirk Schwaz. Bis 1. April 1928 war die Gemeinde Teil des Bezirks Innsbruck.

## Geografie
Terfens liegt im Unterinntal, etwa 20 km östlich von Innsbruck. Der Inn bildet die südliche Gemeindegrenze, im Norden und Osten ist sie durch den Vomper Bach gekennzeichnet, der in den Inn mündet.
Die Besiedlung ist gebildet durch das Haufendorf Terfens auf einer schmalen Innterrasse, Neu-Terfens westlich und Vomperbach östlich davon.
Die Ortsteile Umlberg, Schlögelsbach, Eggen und Mairbach liegen verstreut auf einer Mittelgebirgsterrasse oberhalb des Inntals, der Ortsteil Weißlahn an den Innauen. Vom Umlberg aus führt ein Wanderweg auf die Ganalm, eine Alm auf 1190 m.

### Gemeindegliederung
Das Gemeindegebiet umfasst laut Dorfbuch folgende acht Ortschaften (Einwohner Stand 1. Jänner 2024):
- Eggen (74)
- Mairbach (30)
- Neu-Terfens (590)
- Schlögelsbach (79)
- Terfens Dorf (412)
- Umlberg (153)
- Vomperbach (991)
- Weißlahn

| Katastralgemeinden  | Ortschaften in der Gemeinde |
| ------------------- | --- |
| Terfens (15,22 km²) | Eggen (W) Mairbach (W) Neu-Terfens (Sdlg) Schlögelsbach (R) Spieltenner (R) Terfens (D) Weißlahn (ZH) Umlberg (R) Vomperbach (Sdlg) Bahnhofssiedlung (Sdlg) |
| Legende             | |

| In der Spalte Katastralgemeinden sind sämtliche Katastralgemeinden einer Gemeinde angeführt. In der Klammer ist die jeweilige Fläche in km² angegeben. |
| In der Spalte Ortschaften sind sämtliche von der Statistik Austria erfassten Siedlungen, die auch eine eigene Ortschaftskennziffer aufweisen, angeführt. In der Hierarchieebene derselben Spalte, rechts eingerückt, werden nur Ansiedlungen, die mindestens aus mehreren Häusern bestehen, dargestellt. Die wichtigsten der verwendeten Abkürzungen sind: - M = Hauptort der Gemeinde - Stt = Stadtteil - R = Rotte - W = Weiler - D = Dorf - ZH = Zerstreute Häuser - Sdlg = Siedlung - Hgr = Häusergruppe - E = Einzelgehöft (nur wenn sie eine eigene Ortschaftskennziffer haben) Die komplette Liste der Statistik Austria ist in: Topographische Siedlungskennzeichnung nach STAT Zu beachten ist, dass manche Orte unterschiedliche Schreibweisen haben können. So können sich Katastralgemeinden anders schreiben als gleichnamige Ortschaften bzw. Gemeinden. Quelle: Statistik Austria – |

### Nachbargemeinden
| Gnadenwald (IL) |                                             | Vomp |
| Fritzens (IL)   | Kompassrose, die auf Nachbargemeinden zeigt | Pill |
| Kolsass (IL)    | Weer                                        |      |

### Klima
Das Klima in Terfens ist geprägt durch ein gemäßigt kontinentales, inneralpines Klima. Die durchschnittliche jährliche Niederschlagsmenge im unteren Bereich liegt bei etwa 1000 mm, in den Bergfraktionen bei 1500 mm. Das Gemeindegebiet steigt von Süden nach Norden um 1000 m. Die durchschnittliche Jahrestemperatur im Tal liegt bei 9–10 °C, in den Bergfraktionen bei 2–10°.

## Geschichte
Eine Besiedlung bereits in der Bronzezeit belegen die Funde von 13 Bronzenadeln, fünf Fragmenten von Armreifen, zwei Gürtelhaken und eines Tüllenbeils. Diese wurden neben Keramikfragmenten, kalzinierte Knochen und Steinartefakten auf einem Acker zwischen Terfens und Vomperbach gefunden.
Der Name Terfens ist keltischen Ursprungs und bedeutet „Eichat“ (Eichwald). Bereits im ausgehenden 11. Jahrhundert (1085–1097) ist Terfens in einer Traditionsnotiz des Hochstifts Brixen als „Teruanes“ schriftlich bezeugt. Auch das Stift Wilten verfügte über Besitzungen in Terfens.
Der Bau der Kapelle Maria Larch geht auf eine Marienfigur aus Lehm zurück, die im 17. Jahrhundert an einer Lärche (Larch) befestigt war. Bei der Wiedereröffnung der Kapelle im Jahr 1796 wurde die Musikkapelle Terfens erstmals erwähnt. Sie ist damit die drittälteste Kapelle im Bezirk Schwaz.
Die Feuerwehr Terfens wurde 1895 gegründet.

### Bevölkerungsentwicklung
| Terfens: Einwohnerzahlen von 1869 bis 2024          | Terfens: Einwohnerzahlen von 1869 bis 2024 | Terfens: Einwohnerzahlen von 1869 bis 2024 | Terfens: Einwohnerzahlen von 1869 bis 2024 | Terfens: Einwohnerzahlen von 1869 bis 2024 |
| --------------------------------------------------- | ------------------------------------------ | ------------------------------------------ | ------------------------------------------ | ------------------------------------------ |
| Jahr                                                |                                            |                                            |                                            | Einwohner                                  |
| 1869                                                | 1869                                       |                                            | 430                                        | 430                                        |
| 1880                                                | 1880                                       |                                            | 468                                        | 468                                        |
| 1890                                                | 1890                                       |                                            | 419                                        | 419                                        |
| 1900                                                | 1900                                       |                                            | 454                                        | 454                                        |
| 1910                                                | 1910                                       |                                            | 458                                        | 458                                        |
| 1923                                                | 1923                                       |                                            | 480                                        | 480                                        |
| 1934                                                | 1934                                       |                                            | 509                                        | 509                                        |
| 1939                                                | 1939                                       |                                            | 500                                        | 500                                        |
| 1951                                                | 1951                                       |                                            | 623                                        | 623                                        |
| 1961                                                | 1961                                       |                                            | 1.028                                      | 1.028                                      |
| 1971                                                | 1971                                       |                                            | 1.453                                      | 1.453                                      |
| 1981                                                | 1981                                       |                                            | 1.692                                      | 1.692                                      |
| 1991                                                | 1991                                       |                                            | 1.781                                      | 1.781                                      |
| 2001                                                | 2001                                       |                                            | 1.981                                      | 1.981                                      |
| 2011                                                | 2011                                       |                                            | 2.079                                      | 2.079                                      |
| 2021                                                | 2021                                       |                                            | 2.261                                      | 2.261                                      |
| 2024                                                | 2024                                       |                                            | 2.329                                      | 2.329                                      |
| Quelle(n): Statistik Austria, Gebietsstand 1.1.2021 |                                            |                                            |                                            |                                            |

## Kultur und Sehenswürdigkeiten

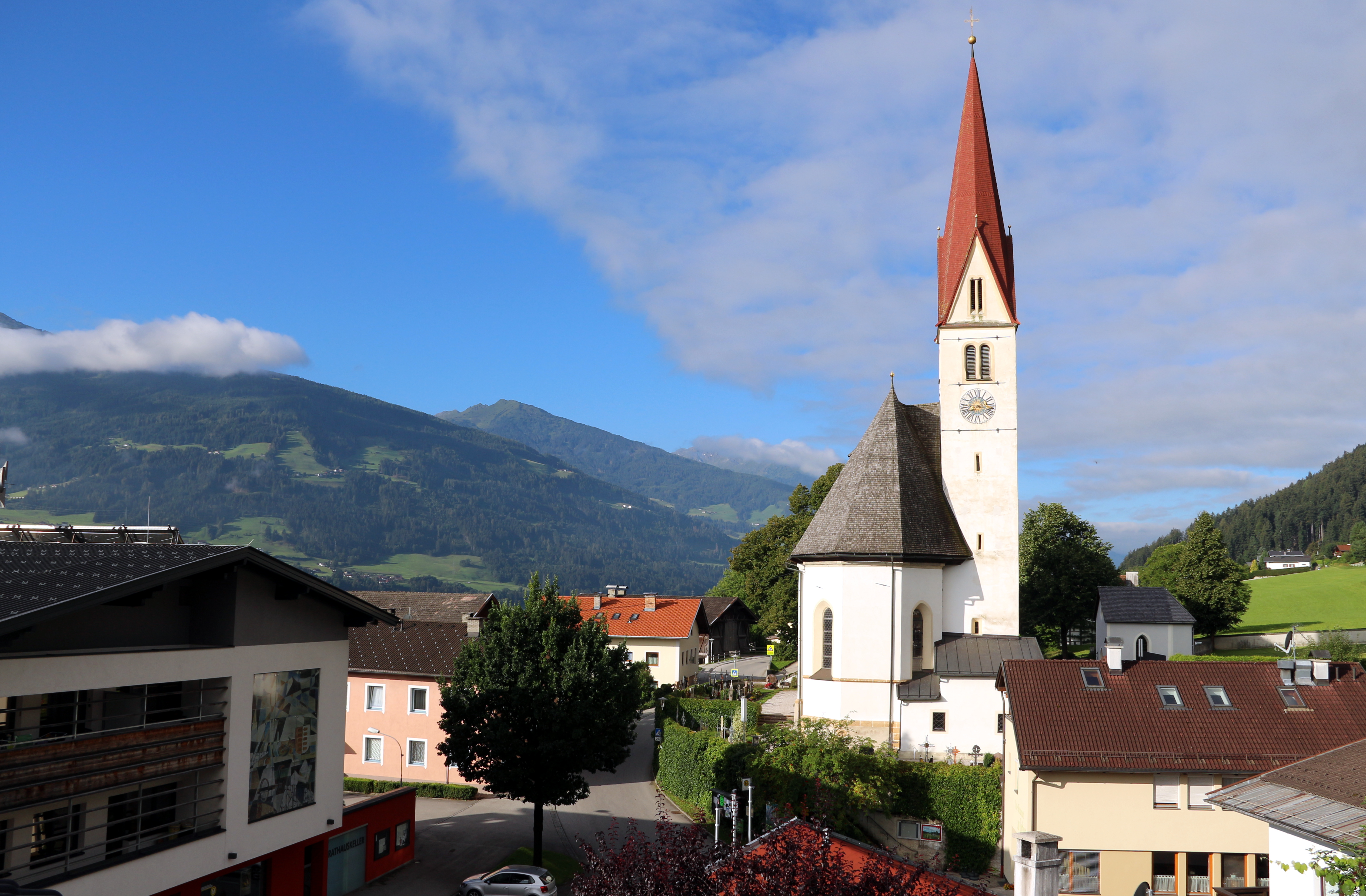
Pfarrkirche Terfens

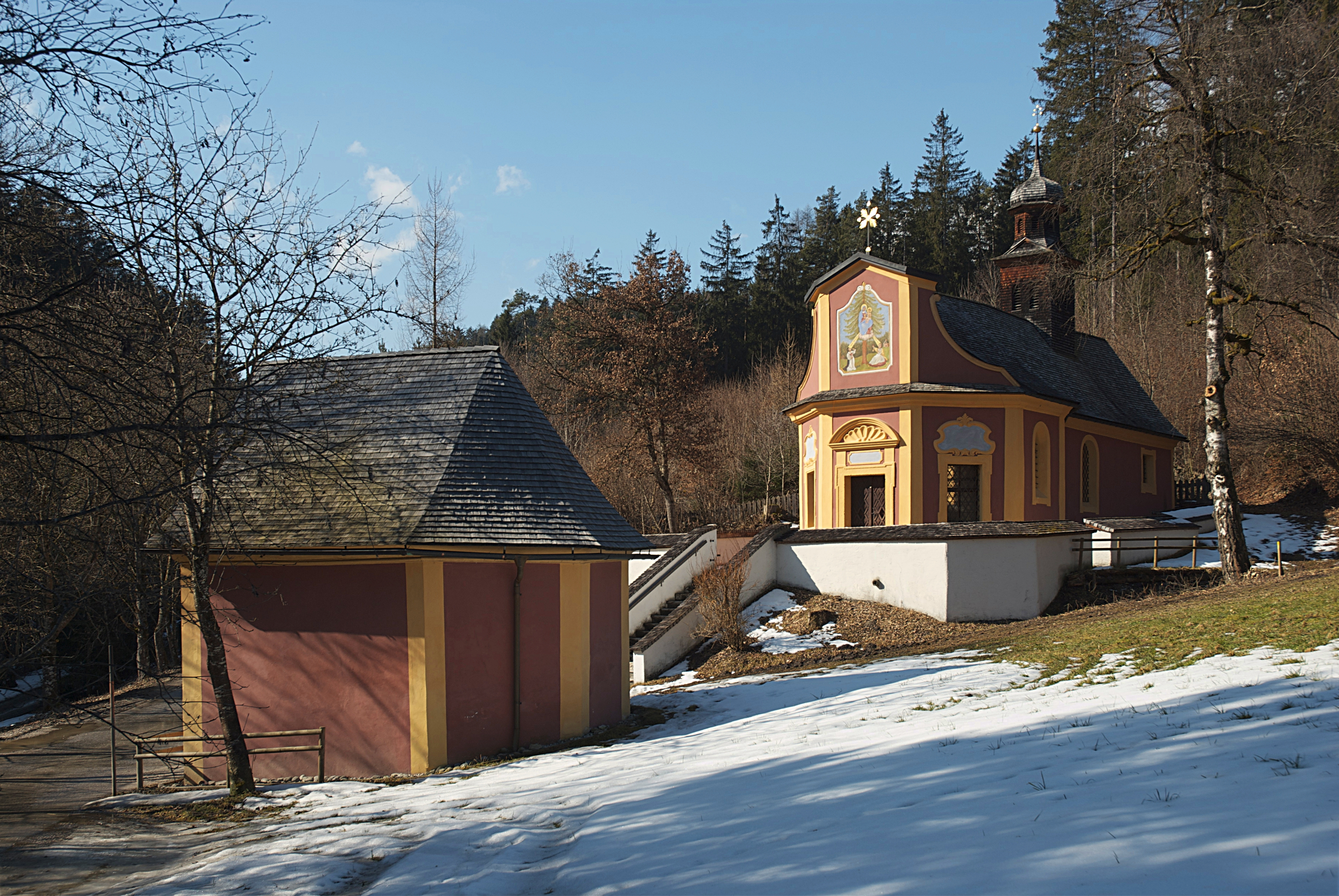
Wallfahrtskapelle Maria Larch

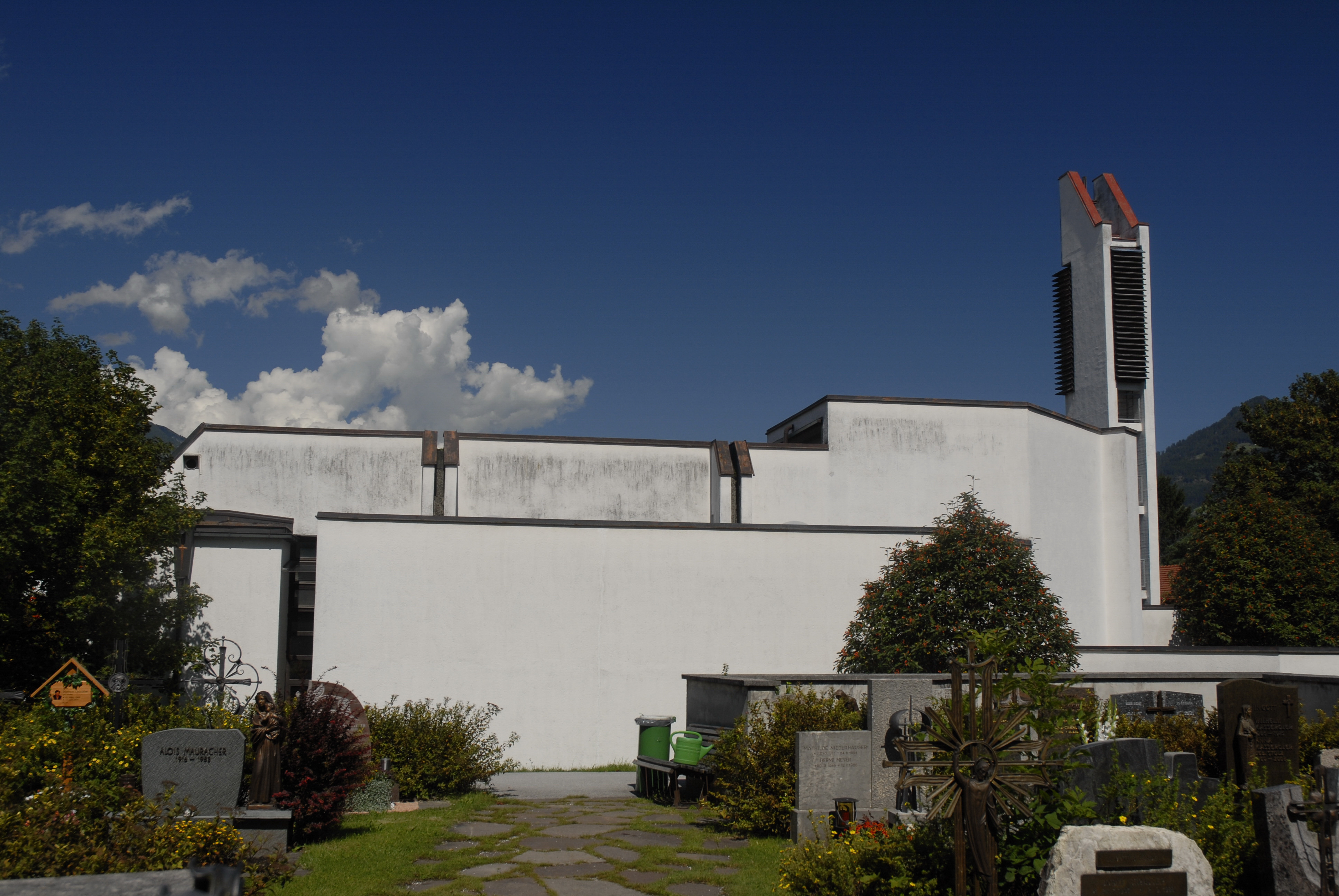
Filialkirche Vomperbach

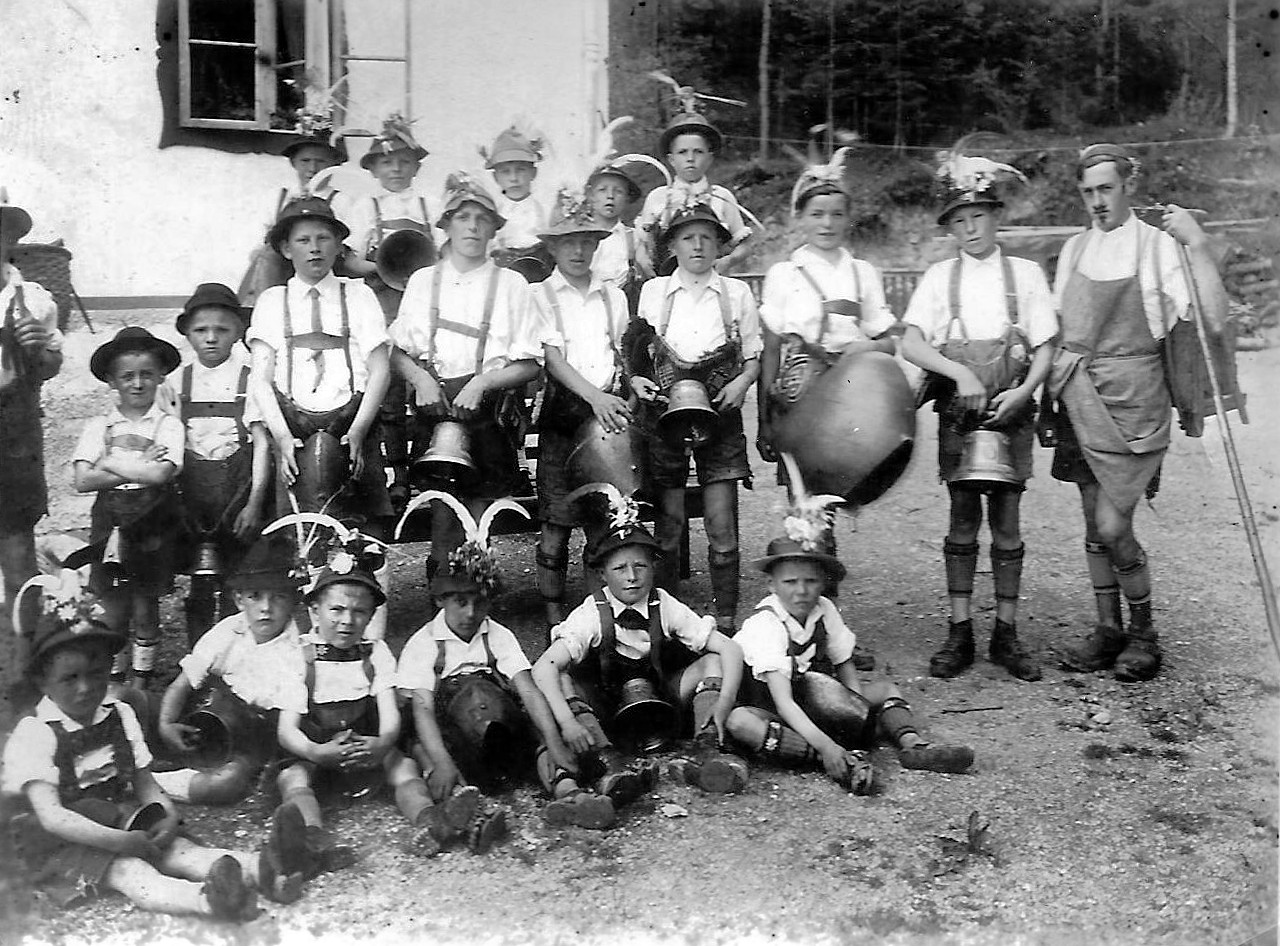
Grasausläuter in Terfens in den 1930er Jahren

- Katholische Pfarrkirche Terfens hl. Juliana
- Katholische Wallfahrtskapelle Maria Larch: Maria Larch ist eine schöne Wallfahrtskapelle mit Heilquelle oberhalb von Terfens. Im 17. Jahrhundert fühlte sich die Bäuerin Magdalena Bogner auf ihrem Weg ins Dorf spontan vor einer Lärche (Larch) zum Gebet aufgerufen. Später wurde neben der Lärche eine Kapelle errichtet.[10]
- Katholische Filialkirche Vomperbach

### Brauchtum
Die Musikkapelle Terfens wurde erstmals 1796 urkundlich im Rahmen der Wiedereröffnung der Wallfahrtskapelle Maria Larch erwähnt. 2016 hat die Kapelle 55 aktive Musikanten.
Im Herbst findet ein Almabtrieb von der Engalm über die Binsalm hinauf zum Lamsenjoch, von dort über Lamsenjochhütte und die Straßen von Vomp hinab nach Terfens statt.
Wie in anderen Gemeinden des Bezirks Schwaz gibt es im Frühjahr den Brauch des Grasausläutens, bei dem Buben mit Glocken durch das Dorf gehen und das Ende des Winters verkünden.
Adolf Dörler berichtet von einer Sage, die im 19. Jahrhundert in Terfens erzählt wurde, in der eine Bäuerin eine Begegnung mit dem Teufel geschildert wurde.

### Ortsbildgestaltung
Im Rahmen des europäischen Wettbewerbes „Entente Florale Europe“ wurde Terfens 1985 zum „Schönsten Blumendorf Europas“ gekürt.

### Ausflugsziele
Bei der Ortskirche von Vomperbach beginnt der Planetenweg, der einen maßstabsgetreuen Überblick über unser Sonnensystem gibt. Der Weg führt durch das Forchat (Föhrenwald), den einzigen größeren Waldbestand am Talboden des Unterinntals.
In Vomperbach wurde im Mai 2012 das vielbeachtete Objekt „Haus steht Kopf“ eröffnet. Ein vollständig eingerichtetes Haus steht kopf und bietet den Besuchern die Möglichkeit, die Welt aus der Fledermausperspektive zu betrachten. Ob Wohnzimmer, Küche, Bad oder Garage – alles ist naturgetreu nachempfunden.

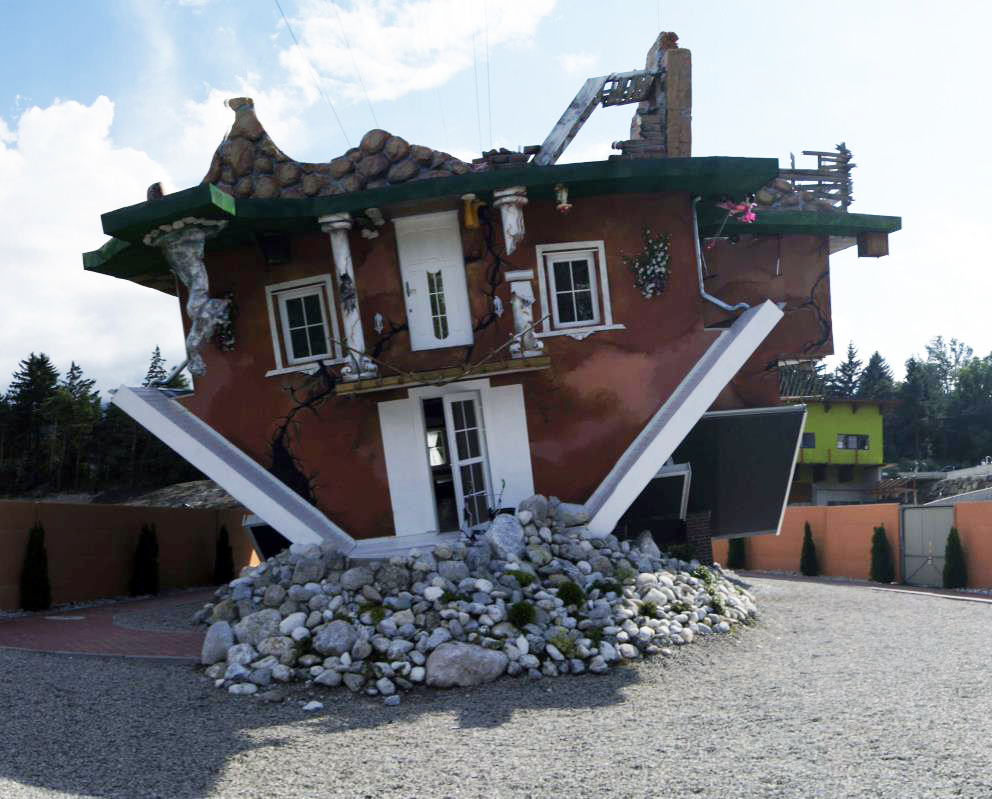
„Haus steht Kopf“ in Vomperbach

- Badesee Weißlahn: Beim Ortsteil Weißlahn wurde ein künstlicher Badesee (Baggersee) mit Kindererlebniswelt angelegt.

## Wirtschaft und Infrastruktur
Wirtschaftlich bedeutend sind Klein- und Mittelbetriebe vorwiegend im Bereich Bau und Holzverarbeitung, die in den Ortsteilen Neu-Terfens und Vomperbach angesiedelt sind, während die Siedlungen der Mittelgebirgsterrasse landwirtschaftlich geprägt sind. Daneben ist Terfens auch eine Auspendlergemeinde.
Terfens ist über die Inntalautobahn A 12 mit den Ausfahrten Wattens im Westen oder Vomp im Osten zu erreichen. Im Gemeindegebiet liegen die Haltestellen Terfens-Weer (bei Neu-Terfens) und Pill-Vomperbach der Westbahn.
Im Zuge der Kapazitätssteigerung der Eisenbahn-Magistrale München-Verona werden zwei das Gemeindegebiet berührende Projekte durchgeführt: eine 1330 m lange Galerie und der 8480 m lange Tunnel Stans-Terfens. Der Rohbau wurde 2008 fertiggestellt, der Tunnel ist seit Ende 2012 in Betrieb.

## Politik

### Gemeinderat
Der Gemeinderat besteht aus 15 Mandataren.
| Partei                                                       | 2022  | 2022    | 2016  | 2016    | 2010  | 2010    |
| Partei                                                       | %     | Mandate | %     | Mandate | %     | Mandate |
| ------------------------------------------------------------ | ----- | ------- | ----- | ------- | ----- | ------- |
| Liste TOM - Terfens/Vomperbach Offen Miteinander             | 43,08 | 7       | 50,83 | 8       | 38,39 |         |
| FiT - Für insa Terfens - FIT                                 | 33,36 | 5       |       |         |       |         |
| Unabhängige Gemeinschaftsliste der Arbeit und Wirtschaft     | 23,56 | 3       | 36,75 | 5       | 46,68 |         |
| Parteifreie Liste Erfahrung + Fortschritt Margit Schneider1) |       |         | 12,42 | 2       | 14,93 |         |

1) Die Liste trat 2010 unter dem Namen „Parteifreie Liste Erfahrung + Fortschritt“ an.

### Bürgermeister
Bürgermeister von Terfens ist Florian Gartlacher (Liste FiT - Für insa Terfens - FIT).

### Gemeindewappen
Terfens erhielt sein Gemeindewappen am 16. Februar 1975, es zeigt in rot fünf paarweise und waagrecht stehende goldene Eicheln.
Das Wappen symbolisiert den keltischen Gemeindenamen, der als „Eichat“ (Eichenwald) gedeutet wird.

## Persönlichkeiten
Das Ehepaar Paul und Karola Unterkircher, das in Südtirol Bombenanschläge verübte (Pfunderer Buam bzw. Ein Tirol), lebte in Terfens. Der Gemeinderat von Terfens setzte sich nach der Verhaftung Karola Unterkirchers durch die italienischen Behörden in Südtirol für ihre Begnadigung ein.